# 日本沼虾
日本沼虾（学名：Macrobrachium nipponense）也称青虾，长臂虾科沼虾属的一种淡水虾，广泛分布于亚洲东部地区。
日本沼虾体长一般为50～90毫米，呈青灰色或青绿色。喜栖息于水肥、流缓、水草繁茂的沿湖港湾或泥质底部生活，昼伏夜出。春天随水温上升，开始移至沿岸浅水区生活，盛夏随水温升高，则移向深水，冬季潜伏于湖底或水草丛中越冬。杂食性，主要以水草、有机碎屑或一些动物的尸体为食。
日本沼虾在中国是淡水虾中是适应性最强、分布最广、产量最高、经济价值最大的一种。目前在长江中下游一带都已普遍的进行人工育苗、养殖。